# إرف كانيموتو
إرف كانيموتو (بالإنجليزية: Erv Kanemoto)‏ هو شخصية أعمال وميكانيكي أمريكي، ولد في 7 مايو 1943 في يوتا في الولايات المتحدة.